# Премия «Грэмми» за лучший саундтрек для визуальных медиа
Премия «Грэмми» за лучший саундтрек для визуальных медиа (англ. Best Score Soundtrack for Visual Media) вручается на ежегодной церемонии в США с 1959 года.
Премия «Грэмми» в этой номинации присуждается за оригинальный саундтрек, причём с 2001 года только композиторам, создавшим музыку. В 2001—2006 годах эту премию получали также и продюсеры и звукоинженеры. С 2007 номинируются только композиторы.
Джон Уильямс имеет рекорд по большинству побед и номинаций на премию, с одиннадцатью победами из тридцати трёх номинаций.

## Получатели

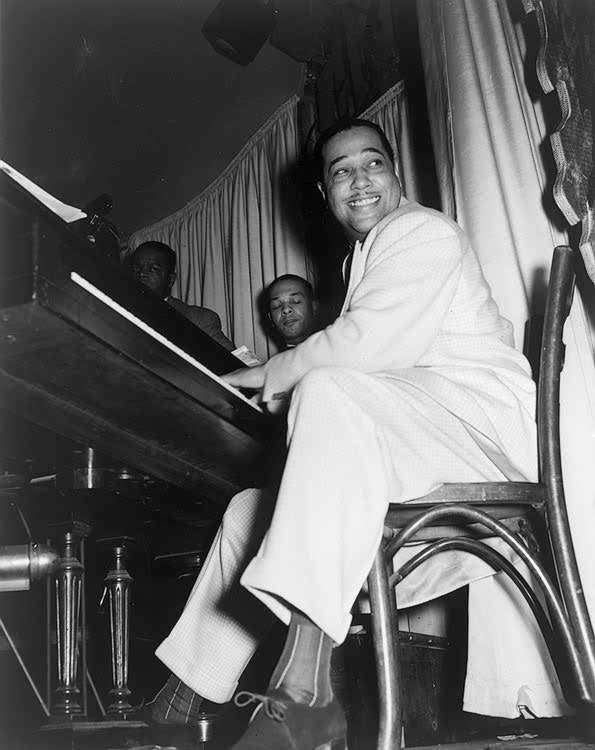
Дюк Эллингтон был первым обладателем этой награды в 1959 году за саундтрек к фильму «Анатомия убийства».

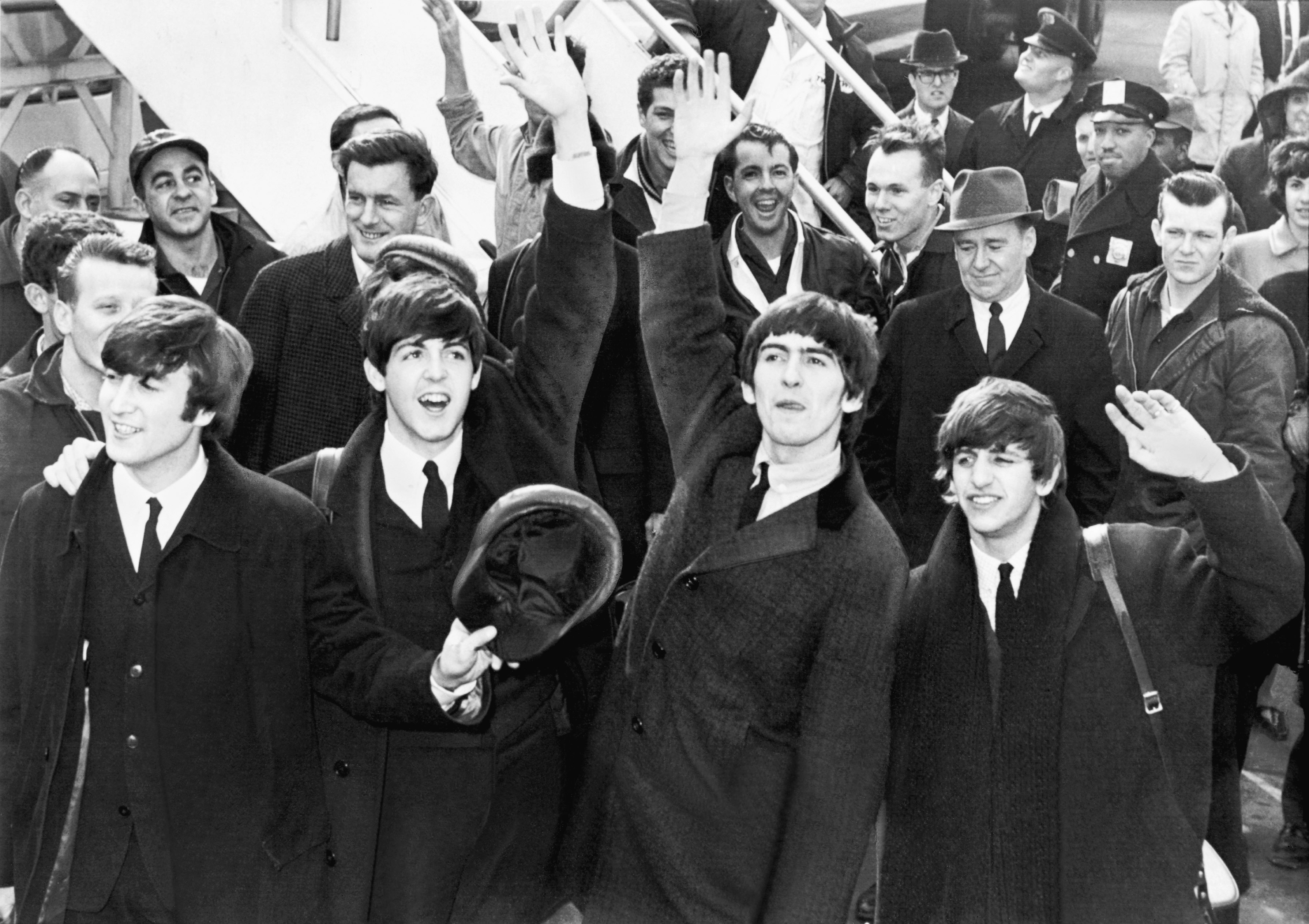
The Beatles получили награду в 1971 году за саундтрек к фильму «Пусть будет так».

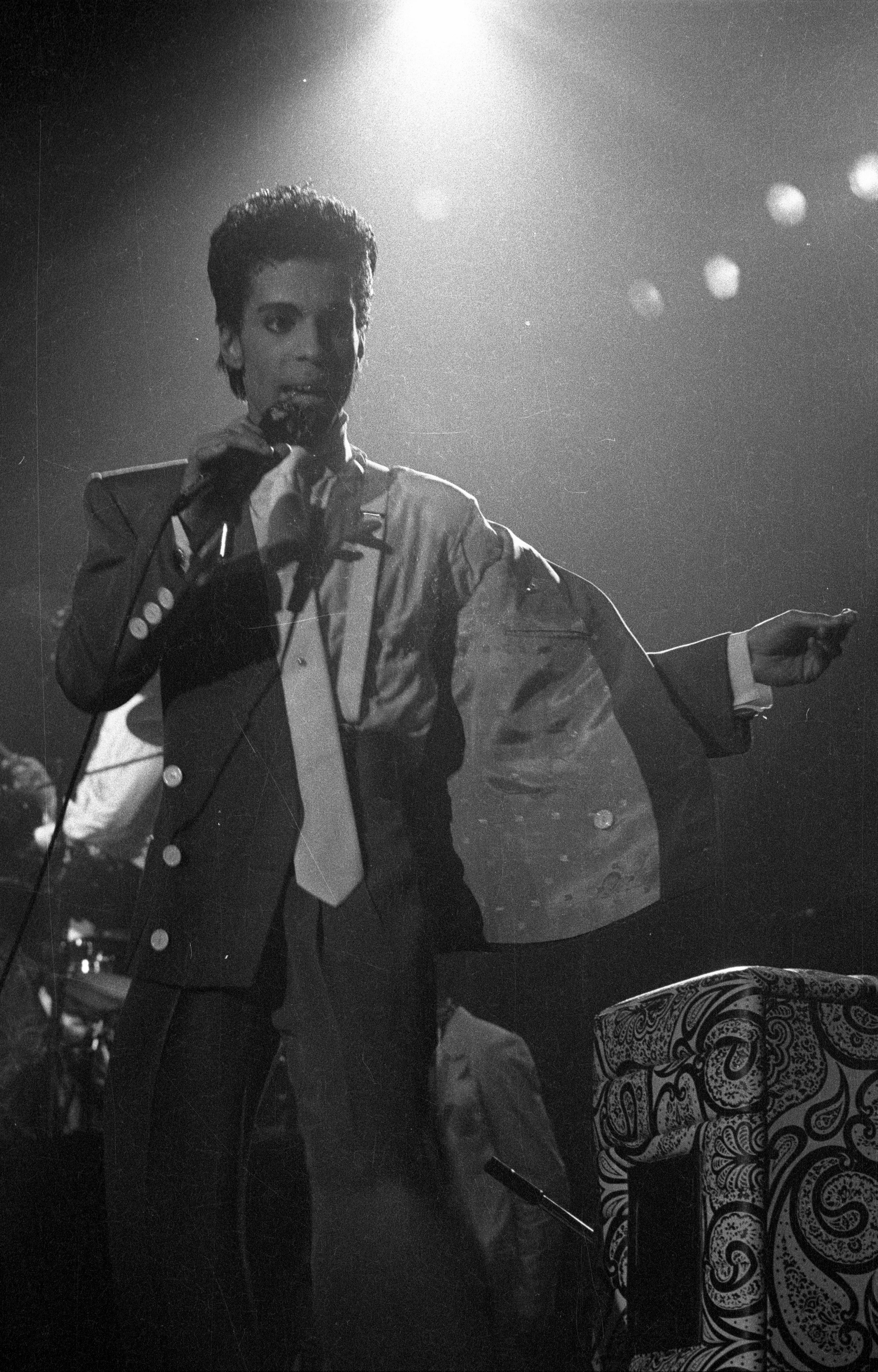
Принс и The Revolution получили награду в 1985 году за саундтрек Purple Rain.

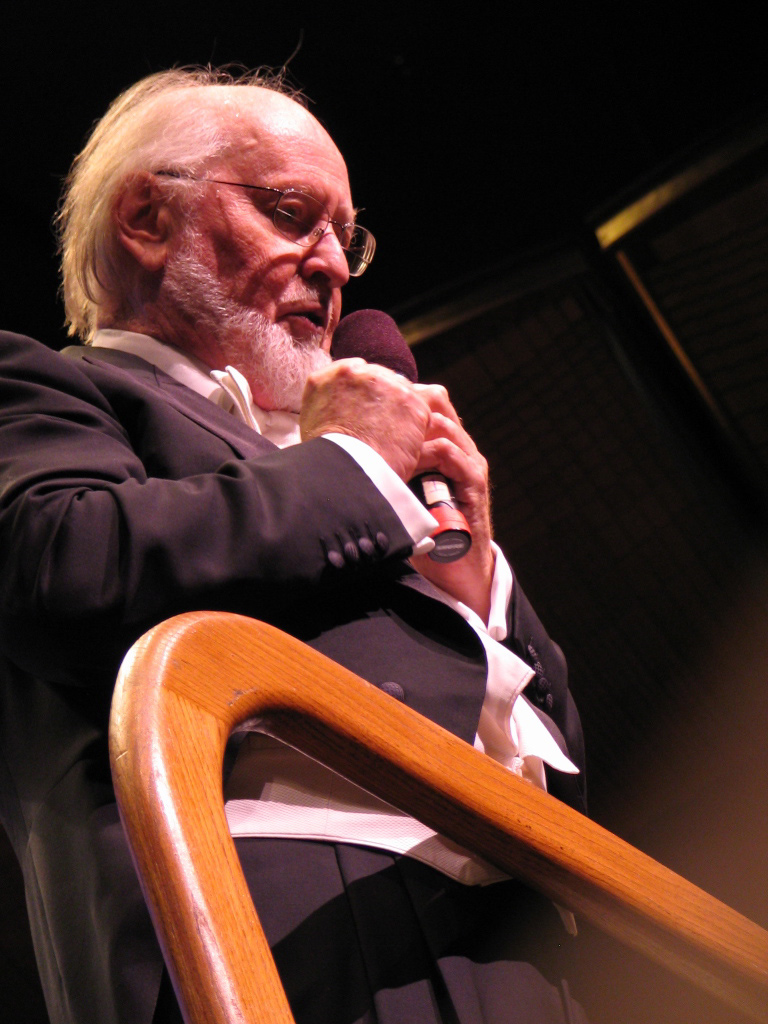
Джон Уильямс выигрывал эту награду шесть раз подряд, одиннадцать раз в общем и был номинирован ещё двадцать три раза.

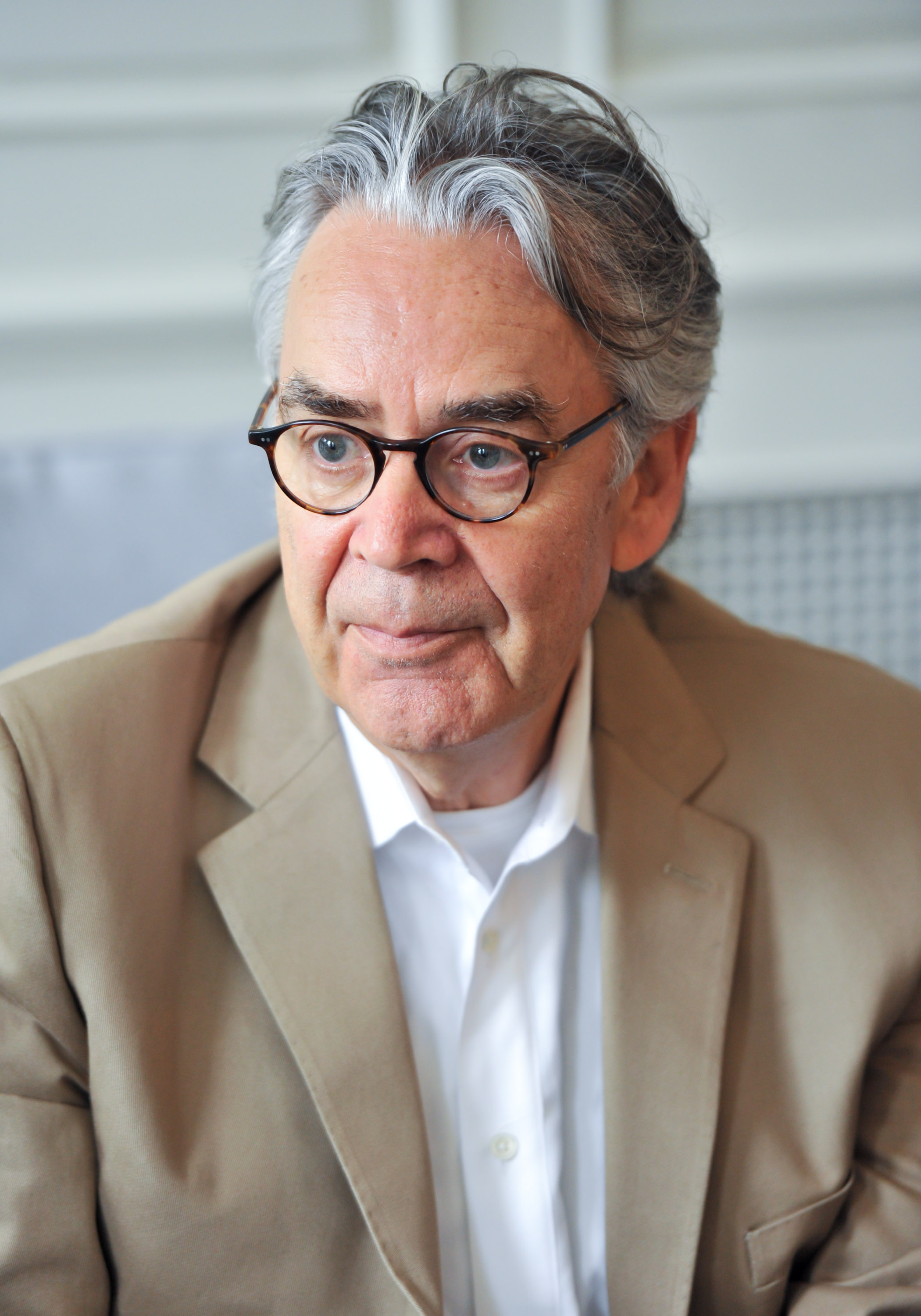
Говард Шор получил награду (вместе с Джоном Курландером и Питером Коббином) за все три фильма «Властелин колец» в 2003, 2004, 2005 годах.

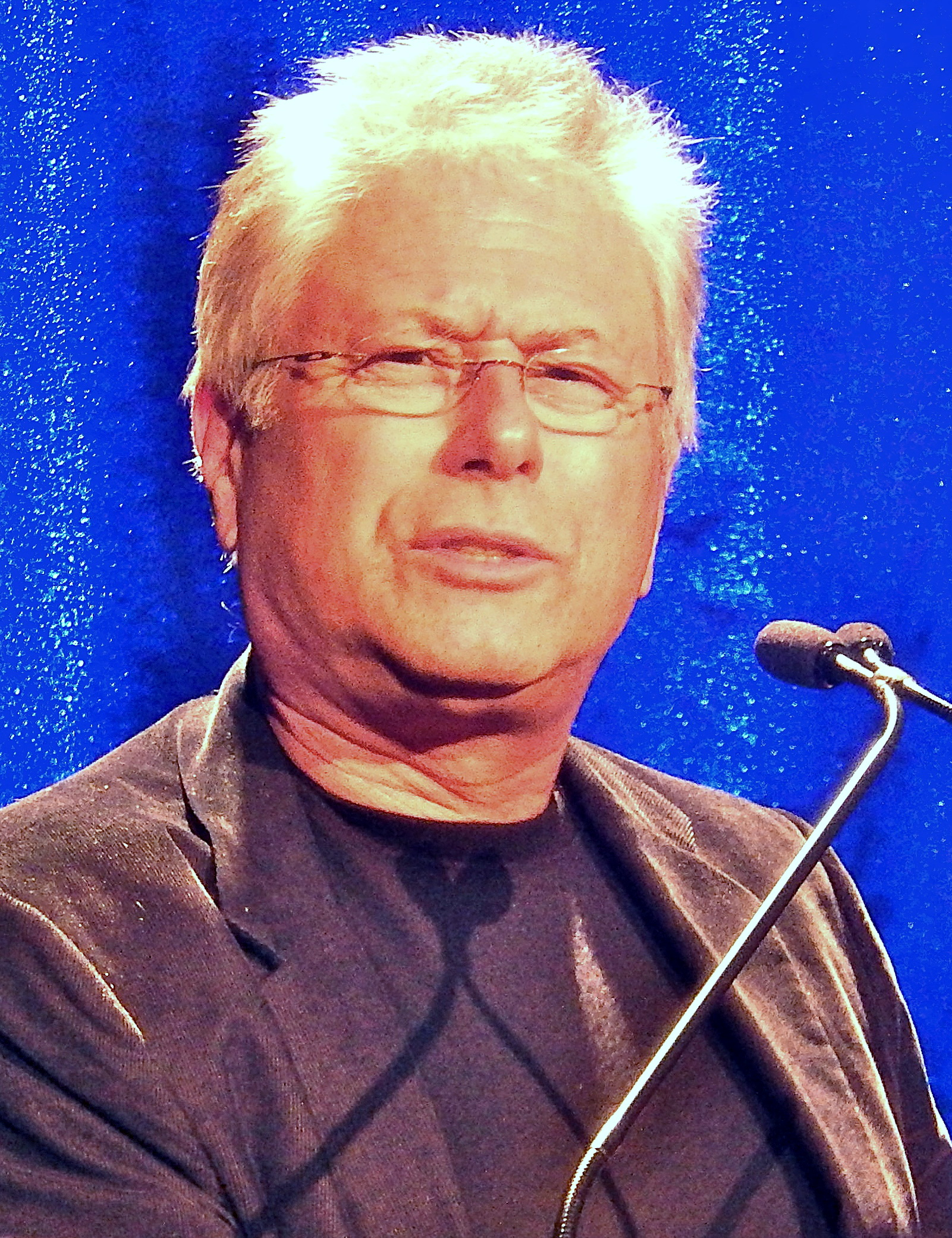
Двукратный лауреат премии Алан Менкен.

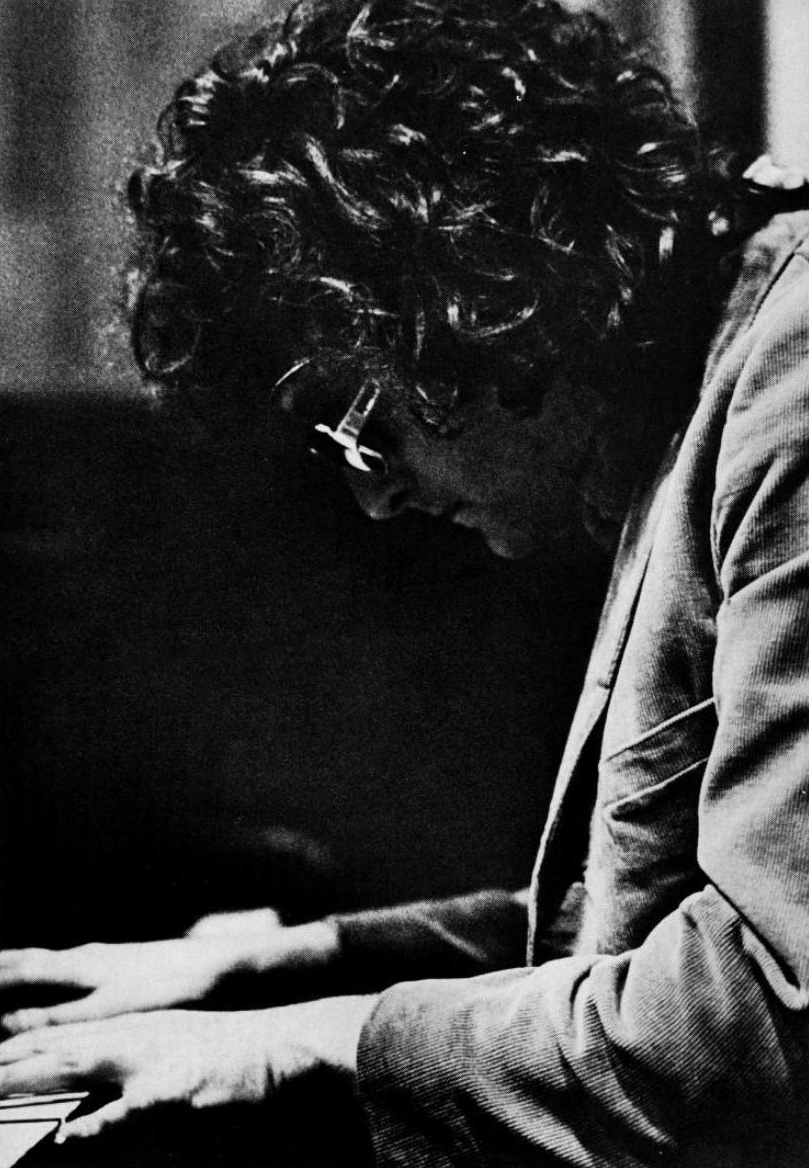
Двукратный лауреат премии Рэнди Ньюман.

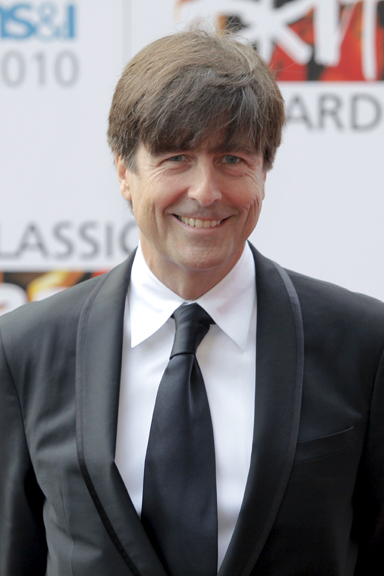
Двукратный лауреат премии Томас Ньюман.

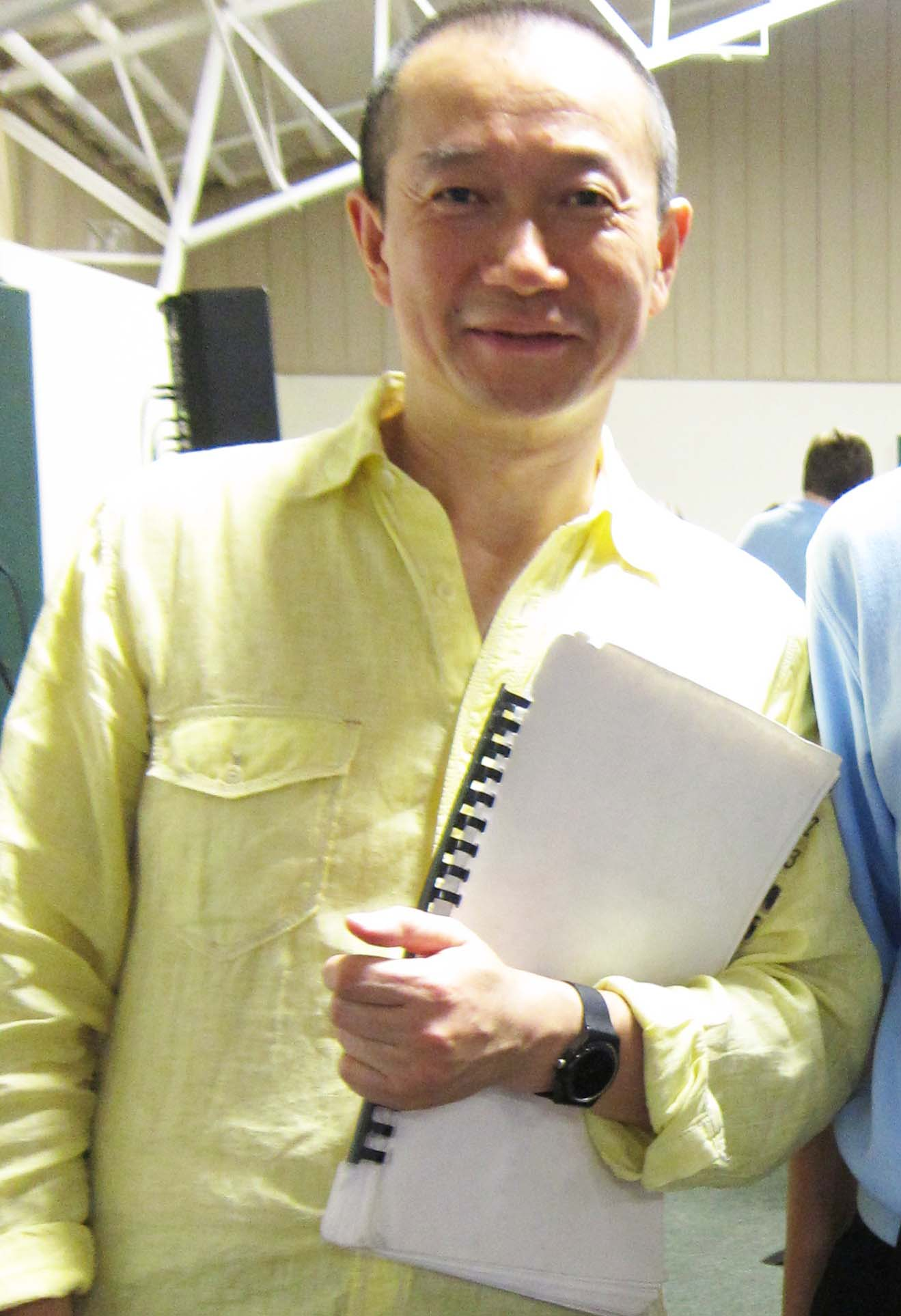
Китайский композитор Тань Дунь получил награду в 2002 году за саундтрек к фильму «Крадущийся тигр, затаившийся дракон». Он единственный китайский композитор, удостоенный этой награды.

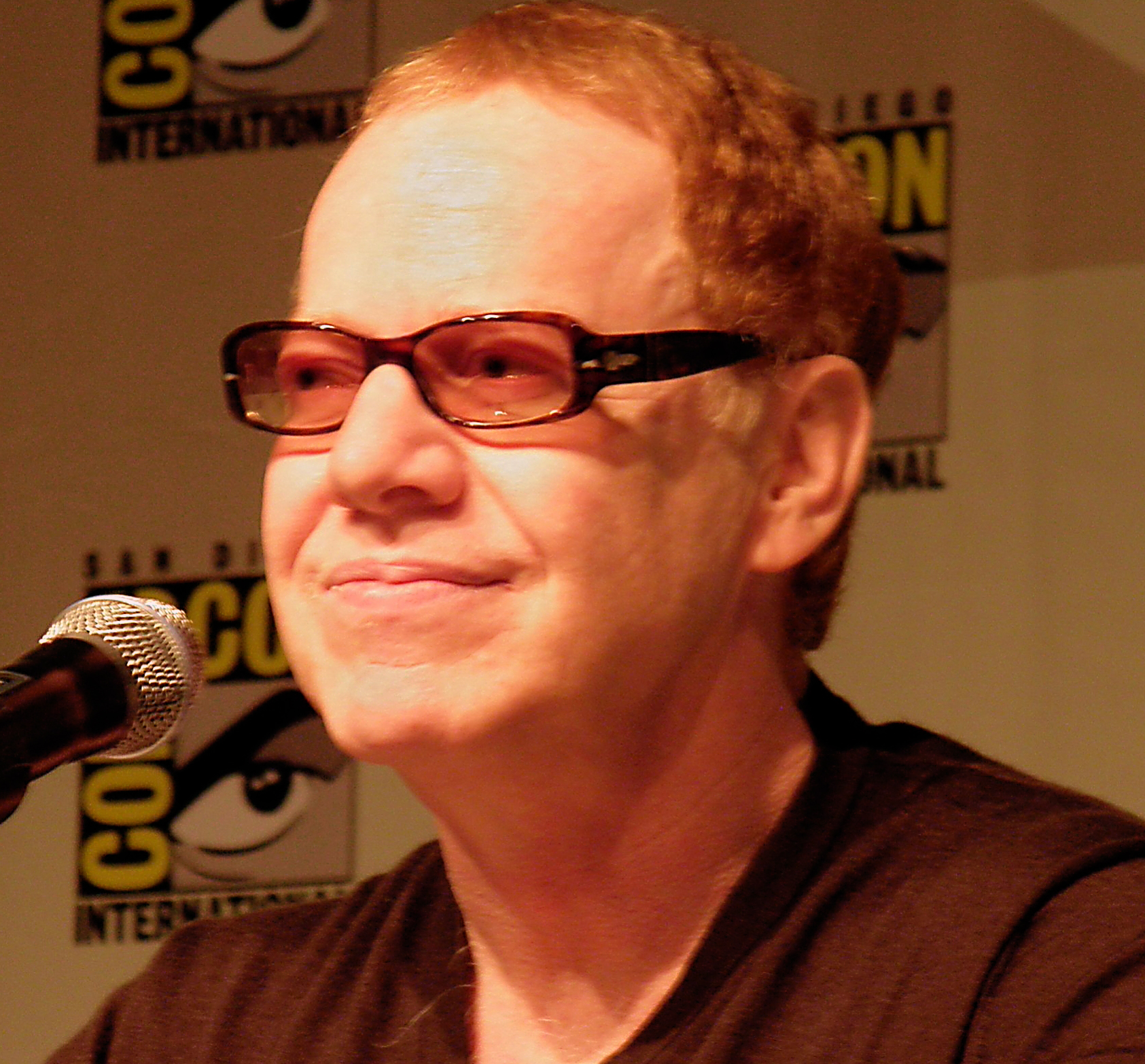
Девятикратный номинант на премию Дэнни Эльфман.

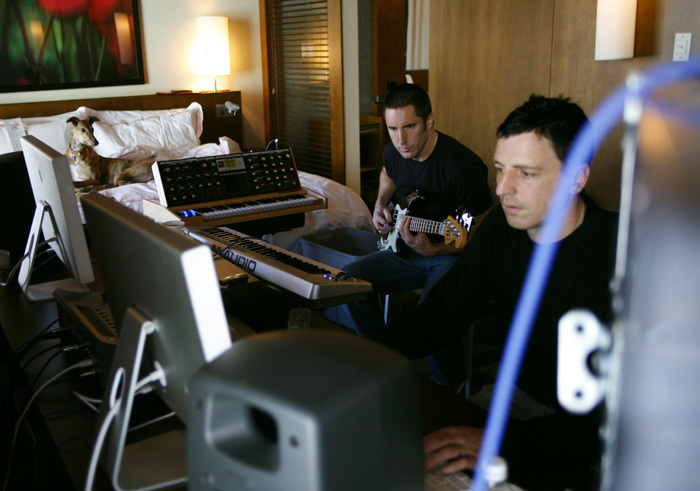
Трент Резнор (слева) и Аттикус Росс (справа) из Nine Inch Nails получили награду в 2013 году за саундтрек к фильму «Девушка с татуировкой дракона».

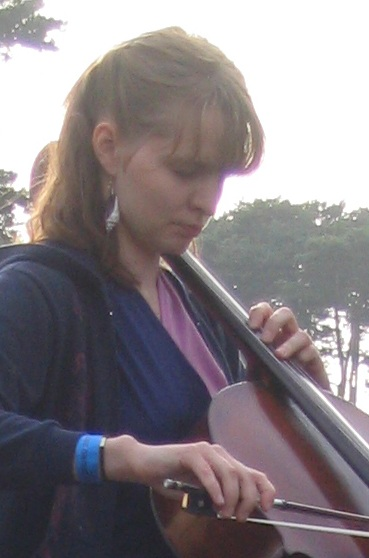
Исландский композитор Хильдур Гуднадоуттир стала первой соло-женщиной, получившей награду подряд (в 2019 году за работу над «Чернобылем» и в 2020 году за работу над «Джокером»).

Годы отражают год вручения премии «Грэмми» для работ, выпущенных в предыдущем году.
| Год  | Победитель(и)                                                                                  | Саундтрек                                         | Номинанты | Ссылки |
| ---- | ---------------------------------------------------------------------------------------------- | ------------------------------------------------- | --- | ------ |
| 1959 | Дюк Эллингтон                                                                                  | Anatomy of a Murder                               | - M Squad – Stanley Wilson - Peter Gunn – Генри Манчини - The Nun's Story – Франц Ваксман - Pete Kelly's Blues – Dick Cathcart | [ 1 ]  |
| 1961 | Эрнест Голд                                                                                    | Exodus                                            | - Mr. Lucky – Генри Манчини - The Untouchables – Нельсон Риддл - The Apartment – Adolph Deutsch - Ben-Hur – Miklós Rózsa | [ 2 ]  |
| 1962 | Генри Манчини                                                                                  | Breakfast at Tiffany’s                            | - Checkmate – Джон Уильямс - La Dolce Vita – Нино Рота - The Guns of Navarone – Дмитрий Тёмкин - Paris Blues – Дюк Эллингтон | [ 3 ]  |
| 1963 | Не вручалась                                                                                   | Не вручалась                                      | Не вручалась | [ 4 ]  |
| 1964 | Джон Эддисон                                                                                   | Tom Jones                                         | - Cleopatra – Алекс Норт - Lawrence of Arabia – Морис Жарр - Mondo Cane – Риц Ортолани | [ 5 ]  |
| 1965 | Ричард М. Шерман Роберт Б. Шерман                                                              | Mary Poppins                                      | - Goldfinger – Джон Барри - A Hard Day's Night – Джон Леннон, Пол Маккартни - The Pink Panther – Генри Манчини - Robin and the 7 Hoods – Сэмми Кан, Джимми Ван Хьюзен | [ 6 ]  |
| 1966 | Джонни Мэндел                                                                                  | The Sandpiper                                     | - The Man from U.N.C.L.E. – Лало Шифрин, Мортон Стивенс, Уолтер Шарф, Джерри Голдсмит - Zorba the Greek – Микис Теодоракис - Help! – Джон Леннон, Пол Маккартни, Джордж Харрисон, Кен Торн - Les Parapluies de Cherbourg – Мишель Легран, Жак Деми | [ 7 ]  |
| 1967 | Морис Жарр                                                                                     | Doctor Zhivago                                    | - Alfie – Сонни Роллинз - Arabesque – Генри Манчини - Born Free – Джон Барри - Who's Afraid of Virginia Woolf? – Алекс Норт | [ 8 ]  |
| 1968 | Лало Шифрин                                                                                    | Music from Mission: Impossible                    | - Casino Royale – Берт Бакарак - Doctor Dolittle – Лесли Брикасс - In the Heat of the Night – Куинси Джонс - To Sir, with Love – Рон Грейнер, Дон Блэк, Марк Лондон | [ 9 ]  |
| 1969 | Дейв Грусин Пол Саймон                                                                         | The Graduate                                      | - Bonnie and Clyde – Чарльз Страуз - The Fox – Лало Шифрин - The Odd Couple – Нил Хефти - Valley of the Dolls – Андре Превин | [ 10 ] |
| 1970 | Берт Бакарак                                                                                   | Butch Cassidy and the Sundance Kid                | - The Lost Man – Куинси Джонс - Mackenna's Gold – Куинси Джонс - Me, Natalie – Генри Манчини - Yellow Submarine – Джон Леннон, Пол Маккартни, Джордж Харрисон, Джордж Мартин | [ 11 ] |
| 1971 | The Beatles                                                                                    | Let It Be                                         | - Airport – Альфред Ньюман - Darling Lili – Джонни Мерсер, Генри Манчини - MASH – Джонни Мэндел - The Sterile Cuckoo – Фред Карлин | [ 12 ] |
| 1972 | Айзек Хейз                                                                                     | Shaft                                             | - Bless the Beasts and Children – Бэрри Де Ворзон, Перри Боткин мл. - Friends – Элтон Джон, Берни Топин - Love Story – Франсис Ле - Ryan's Daughter – Морис Жарр | [ 13 ] |
| 1973 | Нино Рота                                                                                      | The Godfather                                     | - $ – Куинси Джонс - Il Giardino dei Finzi-Contini – Мануэль Де Сика - Nicholas and Alexandra – Ричард Родни Беннетт - Super Fly – Кёртис Мейфилд | [ 14 ] |
| 1974 | Нил Даймонд                                                                                    | Jonathan Livingston Seagull                       | - Live and Let Die – Пол Маккартни, Linda McCartney, Джордж Мартин - Pat Garrett & Billy the Kid – Боб Дилан - Sounder – Тадж Махал - Last Tango in Paris – Гато Барбьери | [ 15 ] |
| 1975 | Алан и Мэрилин Бергман Марвин Хэмлиш                                                           | The Way We Were                                   | - QB VII – Джерри Голдсмит - Death Wish – Херби Хэнкок - Serpico – Микис Теодоракис - The Three Musketeers – Мишель Легран | [ 16 ] |
| 1976 | Джон Уильямс                                                                                   | Jaws                                              | - Murder on the Orient Express – Ричард Родни Беннет - Nashville – Кит Кэррадайн, Рони Блэкли, Ричард Баскин, Бен Ралей, Ричард Рейчег, Генри Гибсон, Карен Блэк - The Return of the Pink Panther – Генри Манчини - The Wind and the Lion – Джерри Голдсмит | [ 17 ] |
| 1977 | Норман Уитфилд                                                                                 | Car Wash                                          | - Rich Man, Poor Man – Алекс Норт - The Omen – Джерри Голдсмит - One Flew Over the Cuckoo's Nest – Джек Ницше - Taxi Driver – Бернард Херрман | [ 18 ] |
| 1978 | Джон Уильямс                                                                                   | Star Wars                                         | - Rocky – Билл Конти - The Spy Who Loved Me – Марвин Хэмлиш - A Star is Born – Кеннет Ашер, Алан Бергман, Мэрилин Бергман, Руперт Холмс, Леон Рассел, Барбра Стрейзанд, Donna Weiss, Пол Уильямс, Кенни Логгинс - You Light Up My Life – Джозеф Брукс | [ 19 ] |
| 1979 | Джон Уильямс                                                                                   | Close Encounters of the Third Kind                | - Holocaust – Мортон Гулд - Battlestar Galactica – Стью Филлипс, Джон Эндрю Тарталья, Сью Коллинз, Глен А. Ларсон - Midnight Express – Джорджио Мородер, Крис Беннетт, Дэвид Касл, Билли Хейз, Оливер Стоун - Revenge of the Pink Panther – Генри Манчини (композитор), Лесли Брикасс (автор текстов) | [ 20 ] |
| 1980 | Джон Уильямс                                                                                   | Superman                                          | - Alien – Джерри Голдсмит - Apocalypse Now – Carmine Coppola, Francis Ford Coppola - The Muppet Movie – Paul Williams, Kenny Ascher - Ice Castles – Alan Parsons (композитор), Eric Woolfson (композитор), Марвин Хэмлиш (композитор), Carole Bayer Sager (lyricist) | [ 21 ] |
| 1981 | Джон Уильямс                                                                                   | The Empire Strikes Back                           | - Fame – Michael Gore, Anthony Evans, Paul McCrane, Dean Pitchford, Lesley Gore, Robert F. Colesberry - Journey Through the Secret Life of Plants – Stevie Wonder, Michael Sembello, Stephanie Andrews, Yvonne Wright - One Trick Pony – Paul Simon - Urban Cowboy – J.D. Souther, Boz Scaggs, David Foster, Jerry Foster, Bill Rice, Brian Collins, Robby Campbell, Joe Walsh, Bob Morrison, Johnny Wilson, Dan Fogelberg, Bob Seger, Wayland Holyfield, Bob House, Wanda Mallette, Patti Ryan             | [ 22 ] |
| 1982 | Джон Уильямс                                                                                   | Raiders of the Lost Ark                           | - The Elephant Man – John Morris - Endless Love – Jonathan Tunick, Lionel Richie, Thomas McClar - The Jazz Singer – Нил Даймонд, Gilbert Bécaud, Alan E. Lindgren, Richard Bennett, Doug Rhone - Nine to Five – Charles Fox, Dolly Parton | [ 23 ] |
| 1983 | Джон Уильямс                                                                                   | E.T. the Extra-Terrestrial                        | - The French Lieutenant's Woman – Carl Davis - On Golden Pond – Дейв Грусин - Ragtime – Рэнди Ньюман - Victor/Victoria – Генри Манчини (композитор), Leslie Bricusse (автор) | [ 24 ] |
| 1984 | Various artists                                                                                | Flashdance                                        | - Gandhi – Ravi Shankar, George Fenton - Return of the Jedi – Джон Уильямс - Staying Alive – Frank Stallone, Bruce Stephen Foster, Roy Freeland, Vince DiCola, Thomas Marolda, Joe Esposito, Randy Bishop, Tommy Faragher, Barry Gibb, Maurice Gibb, Robin Gibb - Tootsie – Дейв Грусин | [ 25 ] |
| 1985 | Принс и The Revolution                                                                         | Purple Rain                                       | - Against All Odds – Phil Collins, Stevie Nicks, Peter Gabriel, Stuart Adamson, Michael Rutherford, Kid Creole, Michel Colombier, Larry Carlton - Footloose – Bill Wolfer, Dean Pitchford, Kenny Loggins, Tom Snow, Sammy Hagar, Michael Gore, Eric Carmen, Jim Steinman - Ghostbusters – Ray Parker Jr., Kevin O'Neal, Bobby Alessi, David Immer, Tom Bailey, Graham Russell, David Foster, Jay Graydon, Diane Warren, Mick Smiley, Elmer Bernstein - Yentl – Мишель Легран, Alan Bergman, Marilyn Bergman | [ 26 ] |
| 1986 | Various artists                                                                                | Beverly Hills Cop                                 | - Back to the Future – Johnny Colla, Chris Hayes, Huey Lewis, Lindsey Buckingham, Alan Silvestri, Eric Clapton, Sean Hopper - A Passage to India – Морис Жарр - St. Elmo's Fire – David Foster, John Parr, Billy Squier, John Elefante, Dino Elefante, Jon Anderson, Fee Waybill, Steve Lukather, Richard Marx, Jay Graydon, Steve Kipner, Peter Beckett, Cynthia Weil - Witness – Морис Жарр | [ 27 ] |
| 1987 | Джон Барри (музыка к фильму номинирована в категории Best Instrumental Composition)            | Out of Africa                                     | - Aliens – Джеймс Хорнер - Earth Run – Lee Ritenour, Дейв Грусин - Elektric City – Chick Corea - J Mood – Wynton Marsalis - Top Gun Anthem (из Top Gun) – Harold Faltermeyer - Young Sherlock Holmes – Bruce Broughton | [ 28 ] |
| 1988 | Эннио Морриконе                                                                                | The Untouchables                                  | - An American Tail – Джеймс Хорнер - The Glass Menagerie – Генри Манчини - The Princess Bride – Mark Knopfler - The Witches of Eastwick – Джон Уильямс | [ 29 ] |
| 1989 | Various artists                                                                                | The Last Emperor                                  | - Empire of the Sun – Джон Уильямс - Fatal Attraction – Морис Жарр - Tucker: The Man and His Dream – Joe Jackson - Who Framed Roger Rabbit – Alan Silvestri | [ 30 ] |
| 1990 | Дейв Грусин                                                                                    | The Fabulous Baker Boys                           | - Batman – Danny Elfman - Field of Dreams – Джеймс Хорнер - Indiana Jones and the Last Crusade – Джон Уильямс - The Last Temptation of Christ – Peter Gabriel | [ 31 ] |
| 1991 | Джеймс Хорнер                                                                                  | Glory                                             | - Twin Peaks – Angelo Badalamenti - Dick Tracy – Danny Elfman - Driving Miss Daisy – Ханс Циммер - The Little Mermaid – Alan Menken | [ 32 ] |
| 1992 | Джон Барри                                                                                     | Dances with Wolves                                | - Avalon – Рэнди Ньюман - Awakenings – Рэнди Ньюман - Edward Scissorhands – Danny Elfman - Havana – Дейв Грусин - Robin Hood: Prince of Thieves – Michael Kamen | [ 33 ] |
| 1993 | Алан Менкен                                                                                    | Красавица и Чудовище                              | - Northern Exposure – David Schwartz - Hook – Джон Уильямс - The Mambo Kings – Arturo Sandoval - Rush – Eric Clapton | [ 34 ] |
| 1994 | Алан Менкен                                                                                    | Аладдин                                           | - The Age of Innocence – Elmer Bernstein - The Firm – Дейв Грусин - Jurassic Park – Джон Уильямс - A River Runs Through It – Mark Isham | [ 35 ] |
| 1995 | Джон Уильямс                                                                                   | Schindler’s List                                  | - The Lion King – Ханс Циммер - Little Buddha – Ryuichi Sakamoto - The Shawshank Redemption – Thomas Newman - Wolf – Эннио Морриконе | [ 36 ] |
| 1996 | Ханс Циммер                                                                                    | Crimson Tide                                      | - Batman Forever – Elliot Goldenthal - The Cure – Дейв Грусин - Ed Wood – Howard Shore - Joe Cool's Blues – Wynton Marsalis | [ 37 ] |
| 1997 | Дэвид Арнольд                                                                                  | Independence Day                                  | - Get Shorty – John Lurie - A Time to Kill – Elliot Goldenthal - Unstrung Heroes – Thomas Newman - L'Uomo delle stelle – Эннио Морриконе | [ 38 ] |
| 1998 | Габриэль Яред                                                                                  | The English Patient                               | - The Lost World: Jurassic Park – Джон Уильямс - Men in Black – Danny Elfman - Selena – Дейв Грусин - Seven Years in Tibet – Джон Уильямс | [ 39 ] |
| 1999 | Джон Уильямс                                                                                   | Saving Private Ryan                               | - Amistad – Джон Уильямс - Bulworth – Эннио Морриконе - City of Angels – Gabriel Yared - Rush Hour – Лало Шифрин | [ 40 ] |
| 2000 | Рэнди Ньюман                                                                                   | A Bug's Life                                      | - Shakespeare in Love – Stephen Warbeck - Star Wars Episode I: The Phantom Menace – Джон Уильямс - The Red Violin – John Corigliano - La Vita è Bella – Никола Пьовани | [ 41 ] |
| 2001 | Томас Ньюман                                                                                   | American Beauty                                   | - The Cider House Rules – Rachel Portman - Gladiator – Lisa Gerrard; Ханс Циммер - Magnolia – Jon Brion - Toy Story 2 – Рэнди Ньюман | [ 42 ] |
| 2002 | Тань Дунь                                                                                      | Crouching Tiger, Hidden Dragon                    | - A.I. Artificial Intelligence – Джон Уильямс - Chocolat – Rachel Portman - Men of Honor – Mark Isham - Planet of the Apes – Danny Elfman - Traffic – Cliff Martinez | [ 43 ] |
| 2003 | Говард Шор (композитор) Джон Курландер (звукоинженер/микширование)                             | The Lord of the Rings: The Fellowship of the Ring | - A Beautiful Mind – Джеймс Хорнер - Гарри Поттер и философский камень – Джон Уильямс - Monsters, Inc. – Рэнди Ньюман - Spider-Man – Danny Elfman | [ 44 ] |
| 2004 | Говард Шор (композитор) Джон Курландер (звукоинженер) Питер Коббин (звукоинженер/микширование) | The Lord of the Rings: The Two Towers             | - Catch Me If You Can – Джон Уильямс - Гарри Поттер и Тайная комната – Джон Уильямс - The Hours – Philip Glass - Seabiscuit – Рэнди Ньюман | [ 45 ] |
| 2005 | Говард Шор (композитор) Джон Курландер (звукоинженер) Питер Коббин (звукоинженер/микширование) | The Lord of the Rings: The Return of the King     | - Angels in America – Thomas Newman - Big Fish – Danny Elfman - Eternal Sunshine of the Spotless Mind – Jon Brion - Гарри Поттер и узник Азкабана – Джон Уильямс | [ 46 ] |
| 2006 | Крэйг Армстронг                                                                                | Ray                                               | - The Aviator – Howard Shore - The Incredibles – Michael Giacchino - Million Dollar Baby – Clint Eastwood - Star Wars Episode III: Revenge of the Sith – Джон Уильямс | [ 47 ] |
| 2007 | Джон Уильямс                                                                                   | Memoirs of a Geisha                               | - The Chronicles of Narnia: The Lion, the Witch and the Wardrobe – Harry Gregson-Williams - The Da Vinci Code – Ханс Циммер - Munich – Джон Уильямс - Pirates of the Caribbean: Dead Man's Chest – Ханс Циммер | [ 48 ] |
| 2008 | Майкл Джаккино                                                                                 | Ratatouille                                       | - Babel – Gustavo Santaolalla - Blood Diamond – James Newton Howard - The Departed – Howard Shore - Happy Feet – John Powell - Pan's Labyrinth – Javier Navarrete | [ 49 ] |
| 2009 | Ханс Циммер Джеймс Ньютон Ховард                                                               | The Dark Knight                                   | - Indiana Jones and the Kingdom of the Crystal Skull – Джон Уильямс - Iron Man – Ramin Djawadi - There Will Be Blood – Jonny Greenwood - WALL-E – Thomas Newman | [ 50 ] |
| 2010 | Майкл Джаккино                                                                                 | Up                                                | - The Curious Case of Benjamin Button – Александр Деспла - Гарри Поттер и Принц-полукровка – Nicholas Hooper - Milk – Danny Elfman - Star Trek – Michael Giacchino | [ 51 ] |
| 2011 | Рэнди Ньюман                                                                                   | Toy Story 3                                       | - Alice in Wonderland – Danny Elfman - Avatar – Джеймс Хорнер - Inception – Ханс Циммер - Sherlock Holmes – Ханс Циммер | [ 52 ] |
| 2012 | Александр Деспла                                                                               | The King's Speech                                 | - Black Swan – Clint Mansell - часть 2 – Александр Деспла - The Shrine – Ryan Shore - Tron: Legacy – Daft Punk | [ 53 ] |
| 2013 | Трент Резнор Аттикус Росс                                                                      | The Girl with the Dragon Tattoo                   | - The Adventures of Tintin – Джон Уильямс - The Artist – Ludovic Bource - The Dark Knight Rises – Ханс Циммер - Hugo – Howard Shore - Journey – Austin Wintory | [ 54 ] |
| 2014 | Томас Ньюман                                                                                   | Skyfall                                           | - Argo – Александр Деспла - The Great Gatsby – Крэйг Армстронг - Life of Pi – Mychael Danna - Lincoln – Джон Уильямс - Zero Dark Thirty – Александр Деспла | [ 55 ] |
| 2015 | Александр Деспла                                                                               | The Grand Budapest Hotel                          | - Frozen – Christophe Beck - Gone Girl – Трент Резнор, Аттикус Росс - Gravity – Стивен Прайс - Saving Mr. Banks – Thomas Newman | [ 56 ] |
| 2016 | Антонио Санчес                                                                                 | Birdman                                           | - The Imitation Game – Александр Деспла - Interstellar – Ханс Циммер - The Theory of Everything – Jóhann Jóhannsson - Whiplash – Justin Hurwitz | [ 57 ] |
| 2017 | Джон Уильямс                                                                                   | Star Wars: The Force Awakens                      | - Bridge of Spies – Thomas Newman - The Hateful Eight – Эннио Морриконе - The Revenant – Alva Noto, Ryuichi Sakamoto - Stranger Things, Vol. 1 – Kyle Dixon, Michael Stein - Stranger Things, Vol. 2 – Kyle Dixon, Michael Stein | [ 58 ] |
| 2018 | Джастин Гурвиц                                                                                 | La La Land                                        | - Arrival – Jóhann Jóhannsson - Dunkirk – Ханс Циммер - Game of Thrones: Season 7 – Ramin Djawadi - Hidden Figures – Benjamin Wallfisch, Pharrell Williams, Ханс Циммер | [ 59 ] |
| 2019 | Людвиг Йоранссон                                                                               | Black Panther                                     | - Blade Runner 2049 – Benjamin Wallfisch & Ханс Циммер - Coco – Michael Giacchino - The Shape of Water – Александр Деспла - Star Wars: The Last Jedi – Джон Уильямс | [ 60 ] |
| 2020 | Хильдур Гуднадоуттир                                                                           | Chernobyl                                         | - Avengers: Endgame - Alan Silvestri - Game of Thrones: Season 8 - Ramin Djawadi - The Lion King - Ханс Циммер - Mary Poppins Returns - Marc Shaiman | [ 61 ] |
| 2021 | Хильдур Гуднадоуттир                                                                           | Joker                                             | - К звёздам - Макс Рихтер - Превращение - Камаси Вашингтон - 1917 - Томас Ньюман - Star Wars: The Rise of Skywalker - Джон Уильямс | [ 62 ] |
| 2022 | НИЧЬЯ Карлос Рафаэль Ривера и Джон Батист, Трент Резнор и Аттикус Росс                         | Ход королевы и Душа                               | - Бриджертоны – Крис Бауэрс - Дюна – Ханс Циммер - Мандалорец: 2-й сезон – Vol. 2 (Главы 13–16) – Людвиг Йоранссон | [ 63 ] |
| 2023 | Джермейн Франко                                                                                | Энканто                                           | - Бэтмен – Майкл Джаккино - Не время умирать – Ханс Циммер - Власть пса – Джонни Гринвуд - Наследники: 3 сезон – Николас Брителл | [ 65 ] |
| 2024 | Людвиг Йоранссон                                                                               | Оппенгеймер                                       | - Барби – Марк Ронсон и Эндрю Уайатт - Чёрная пантера: Ваканда навеки – Людвиг Йоранссон - Фабельманы – Джон Уильямс - Индиана Джонс и Колесо судьбы – Джон Уильямс | [ 67 ] |

## Изменение названия
В название награды внесено несколько незначительных изменений:
| Год                   | Имя |
| --------------------- | --- |
| 1959                  | Лучшая звуковая дорожка альбома — фоновая партитура из кинофильма или телевидения                                            |
| 1961-62               | Лучшая звуковая дорожка: альбом или запись музыкальной партитуры из кинофильма или телевидения                               |
| 1964-68               | Лучшая оригинальная партитура к кинофильму или телешоу                                                                       |
| 1969-73 1978          | Лучшая оригинальная партитура, написанная для специального фильма или телевидения                                            |
| 1974-77               | Лучший альбом в категории «Лучшая оригинальная музыка, написанная для специального фильма или телевидения»                   |
| 1979-86               | Лучший альбом с оригинальной партитурой, написанной для специального фильма или телевидения                                  |
| 1988-90               | Лучший альбом с оригинальной инструментальной фоновой партитурой, написанной для кинофильма или телевидения                  |
| 1991-99               | Лучшая инструментальная композиция, написанная для кинофильма или телевидения                                                |
| 2000                  | Лучшая инструментальная композиция, написанная для кинофильма, телевидения или других визуальных средств массовой информации |
| 2001-11               | Лучший альбом, являющийся саундтреком к фильму, телевидению или другому визуальному представлению                            |
| 2012- настоящее время | Лучший саундтрек для визуальных медиа                                                                                        |

## Множественные победы и номинации

### Победы
- Джон Уильямс — 11 (6 подряд)
- Говард Шор — 3 (подряд)
- Александр Деспла — 2
- Хильдур Гуднадоуттир — 2 (подряд)
- Алан Менкен — 2 (подряд)
- Рэнди Ньюман — 2
- Томас Ньюман — 2
- Трент Резнор — 2
- Аттикус Росс — 2
- Ханс Циммер — 2

### Номинации
- Джон Уильямс — 34
- Ханс Циммер — 16
- Дэнни Эльфман — 9
- Томас Ньюман — 9